# Château de Lavaud-Blanche
Le château de Lavaud-Blanche est situé au lieu-dit Lavaud Blanche sur la commune du Compas, à 3km au Sud d'Auzances dans le département de la Creuse, région Nouvelle-Aquitaine, France.

## Présentation
En partie détruit début XIXe siècle, ce château a été reconstruit sous la forme d'une maison de maître . Il subsiste sur sa gauche la base d'une tour, aujourd'hui couverte par une toiture en pente.
Il accueille un gîte dans une de ses  anciennes dépendances.
Armes de la famille de Pasquanet de Pierrebrune, seigneurs de Lavaud Blanche: d'or, au lion grimpant de sable, lampassé armé, lampassé de gueules, accompagné d'une étoile d'azur en chef, et en pointe d'un croissant de gueules.

## Historique
Le fief de Lavaud-Blanche est attesté dès 1444, sous le nom d'origine de « Pasquanet ». Il prit le nom de Lavaud (celui de ses possesseurs) vers 1600. Plus tard, on y ajouta le qualificatif de « Blanche ». En 1444, Jean Margenge, d'Evaux, vendit des cens et rentes à Durand de Laval, riche bourgeois d'Auzances. Celui-ci eut Antoine de Laval, dit Pasquanet, seigneur de Pasquanet, dont est issue une lignée de noblesse essentiellement militaire : Denis Pasquanet de Lavaud, écuyer, mort en 1728, Michel-Gaspard de Pierrebrune, seigneur de Lavaud-Blanche, lieutenant de cavalerie, Denis Baron de Pierrebrune, capitaine de cavalerie, Jean-Baptiste, Baron de Pierrebrune, chevalier de Saint-Louis, lieutenant colonel, arrêté en 1791 par le comité d'Auzances, mort en 1854, 

## Architecture
Il est constitué d'un corps de logis (bâtiment principal) comportant cinq ouvertures sur sa façade Sud, sur trois niveaux. Sur sa gauche la base d'une tour (aujourd'hui recouverte d'une toiture oblique) témoigne d'un passé plus ancien.
Le domaine comporte des dépendances agricoles, pour la plupart rénovées.